# Ciparíssia (Fòcida)
Ciparíssia (grec antic: Κυπάρισσος:) era una ciutat de l'antiga Fòcida, propera a Delfos. És esmentada a l'Homeric Catàleg de les naus de la Ilíada juntament amb Pitó (Delfos).
La descriu Dicearc de Messana i diu que estava situada a l'interior de Focea. Estrabó la situa sota Licoreia, que estava emplaçada en un dels cims del Parnàs. Pausànias informa erròniament que Ciparíssia era el nom antic del lloc anomenat posteriorment Anticira. Ciparíssia també és esmentada per Estaci i per Esteve de Bizanci.